# Bosnia y Herzegovina en los Juegos Olímpicos de la Juventud 2018
Bosnia y Herzegovina compitió en los Juegos Olímpicos de la Juventud 2018 en Buenos Aires, Argentina, celebrados entre el 6 y el 18 de octubre de 2018. Su delegación estuvo conformada por seis atletas y no obtuvo medallas en las justas.

## Medallero
| Medalla       | Oro | Plata | Bronce | Total |
| ------------- | --- | ----- | ------ | ----- |
| Total oficial | 0   | 0     | 0      | 0     |

## Disciplinas

### Tiro
Bosnia y Herzegovina obtuvo una plaza para esta competencia por el comité tripartito.
- 10m Rifle masculino - 1 plaza